# Hokkien mee

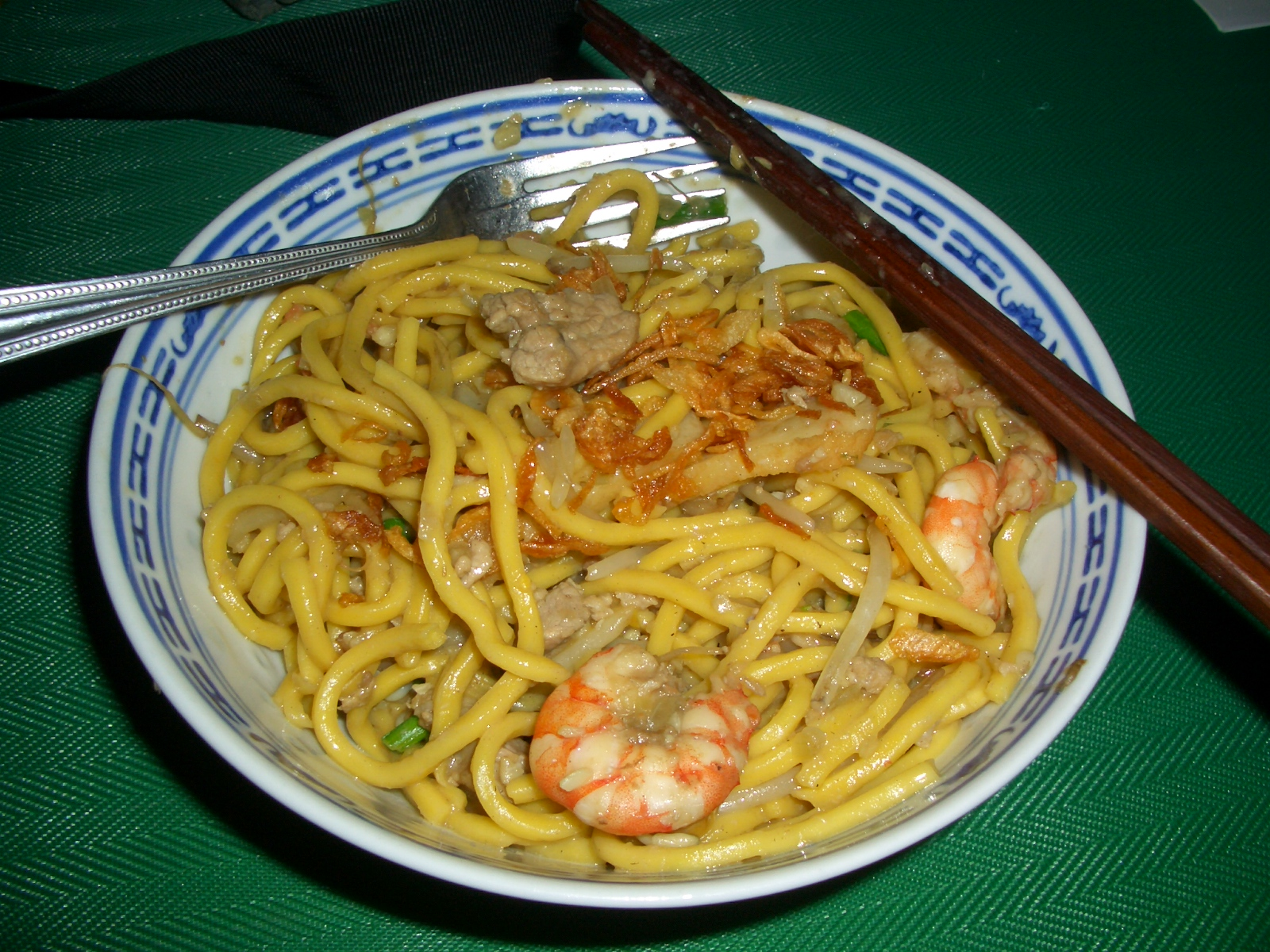
Un plat de Hokkien mee.

 Hokkien mee  (pronunciat  hokkien meu , de vegades també escrit  hokkienmee , xinès tradicional: 福建 面, simplificat: 福建 面,  fideus de Fujian) és un plat que fa referència a fideus fregits elaborats a l'estil Fujian. Aquest plat es consumeix fonamentalment en Malàisia i Singapur. Sembla que va ser exportat pels immigrants xinesos de la Província de Fujian.

## Tipus de Hokkien mee
Hi ha dos tipus de hokkien mee: hokkien hae mee i hokkien char mee. El hokkien hae mee (lit. fideus amb gambes de Fujian) se serveix per regla general a Penang i Singapur mentre que el hokkien char mee (fideus fregits de Fujian) se serveix a Kuala Lumpur i en la vall de Klang. El plat es refereix comunament com hokkien mee, depenent de la localitat, hokkien mee pot ser tant hokkien hae mee o hokkien char mee. Per exemple, hokkien mee a Kuala Lumpur es refereix a hokkien char mee.
| Hokkien hae mee (fideus amb gambes)                                                                                | Hokkien char mee (fideus fregits)      |
| --- | -------------------------------------- |
| Es refereix als fideus de Penang                                                                                   | Es refereix als fideus de Kuala Lumpur |
| Semblants a una sopa i Stir Fried (Singapur)                                                                       | Stir Fried                             |
| Fideus d'ou i fideus d'arròs                                                                                       | Fideus d'ou                            |
| No s'empra salsa de soja                                                                                           | S'empra salsa de soja                  |
| Gambes amb tires de porc, calamar i pastís de peix. Kang Kong (espinacs d'aigua) és la versió més comuna en Penang | Carn de porc picada, calamar és i col  |